# Svensktoppen
Svensktoppen er en hitliste med svensk popmusik og et ugentligt svensk radioprogram, hvor denne liste præsenteres. Svensktoppen har været sendt af Sveriges Radio siden 1962 bortset fra årene 1982 til 1985. Fra 1974 skulle sangskriverne være svenske, og frem til 2003 skulle sangteksterne til melodierne være på svensk.
Melodierne blev oprindeligt bedømt af en egen jury. Lytterafstemning blev indført i 1985, først via postkort, siden via telefon. Siden da var listen mere statisk, og dansebandene dominerede næsten fuldstændigt. Fra 2003 indførtes nye regler for sprog og ordningen med en statistisk udvalgt jury blev genindført. Musikken blev dermed igen mere varieret.
Svensktoppen har til tider været et meget populært radioprogram med stor betydning for salget og spredning af svensk populærmusik, særlig af og med nye kunstnere fra de store pladeselskaber.